# Liste der Baudenkmäler in Sulzbach/Saar
In der Liste der Baudenkmäler in Sulzbach/Saar sind alle Baudenkmäler der saarländischen Stadt Sulzbach/Saar und ihren Ortsteile Altenwald, Brefeld, Neuweiler, Schnappach und Sulzbach aufgelistet. Grundlage ist die Teildenkmalliste des Regionalverbandes Saarbrücken der Denkmalliste des Saarlandes vom 16. Dezember 2013 und in der aktuellen Fassung vom 9. August 2017.
| Lage                                                                                  | Bezeichnung                                                                                     | Beschreibung | Bild |
| ------------------------------------------------------------------------------------- | ----------------------------------------------------------------------------------------------- | --- | --- |
| Am Bahnhof Lage                                                                       | Leichenhaus des Knappschaftslazaretts                                                           | Das Leichenhaus des Knappschaftlazaretts ist neben dem Schwesternwohnheim das einzige erhaltene Gebäude des alten Knappschaftskrankenhauses von Sulzbach. Erbaut wurde es 1906. | |
| Am Bahnhof Lage                                                                       | Bahnhof Sulzbach                                                                                | Der heutige Bahnhof entstand 1938/39 an Stelle eines Fachwerkbaus in Klinkerbauweise. Die Holzdecke im Innenraum der Eingangshalle ist denkmalgeschützt. | |
| Am Friedhof 14/15 Lage                                                                | Arbeiterwohnhaus                                                                                | Erbaut um 1905 | |
| Am Kloster 6 Lage                                                                     | Kath. Pfarrhaus                                                                                 | Das monumentale Pfarrhaus wurde zwischen 1927 und 1929 von Peter Marx gemeinsam mit der Kirche erbaut. | |
| Am Kloster 6 Lage                                                                     | Kath. Pfarrkirche Allerheiligen                                                                 | Aufgrund von Bergschäden an der alten Kirche begann bereits 1892 die Planung eines Neubaus. Die Pläne hatte der Architekt Peter Marx aus Trier erstellt. Gebaut wurde allerdings erst zwischen 1927 und 1929. Das Äußere der Kirche wird beherrscht von einem mächtigen Glockenturm mit hochgezogenen Bögen über einem Rechteckchor. Das Innere der Kirche ist außergewöhnlich hell, da der Chor durch das Gewölbe von hellen Fenstern im Turm belichtet wird. Das hohe Mittelschiff wird von einem quergerippten Tonnengewölbe getragen, die niedrigeren Seitenschiffe der Basilika sind vom Mittelschiff durch Arkaden getrennt.     | |
| Am Kreuzgraben Lage                                                                   | Kath. Filialkirche St. Pius                                                                     | Von der Zeit des Bergbaus in Brefeld sind nur die bis 1919 gebauten Beamtenhäuser der Grube und die heutige katholische Filialkirche St. Pius am Kreuzgraben erhalten. Die Kirche wurde 1898/99 ursprünglich als Pferdestall der Grube Brefeld errichtet, aber 1958/59 innen zur Kirche umgebaut. Der langgezogenen Sandsteinquaderbau ist von außen nur durch den Dachreiter mit Kreuz als Kirche zu erkennen. | |
| Auf der Schmelz Lage                                                                  | Ev. Pfarrkirche                                                                                 | Die Evangelische Kirche in Sulzbach wurde zwischen 1852 und 1854 von C. Rüger erbaut und 1897/98 von Heinrich Güth um- und ausgebaut. Sie gilt als erster Kirchenbau im neugotischen Stil an der Saar. Das Innere des schmalen, langgezogenen Baus wird von einer L-förmigen Empore auf Konsolen und Säulen beherrscht. | |
| Bayernstraße 16 Lage                                                                  | Direktorenvilla                                                                                 | Erbaut um die Jahrhundertwende | |
| Eisenbahnschachtanlage Lage                                                           | Zechenhaus der Grube Altenwald                                                                  | Von der einstigen Grube Altenwald sind nur das Pförtner- und Wiegehäuschen für Deputatkohle und das Zechenhaus mit Nebengebäuden erhalten. Der langgestreckte Bau des Zechenhauses aus der Zeit um 1890 steht mit der reich verzierten Giebelseite zur Straße. Die sechsachsige Straßenseite wird von Zwillingsfenstern und einem Tor belichtet, die mittleren Achsen besitzen auch im 1. Obergeschoss Fenster. Die Achsen sind durch Pilaster voneinander getrennt, an der Dachkante verläuft ein Fries. Während das Mauerwerk aus roten Ziegelsteinen hochgezogen wurde, sind Fries und Pilaster aus hellerem beigem Stein gemauert. | |
| Feldstraße 38 Lage                                                                    | Villa Salm                                                                                      | Die Villa wurde 1898 von Ernst Simon für Bernhard Salm erbaut. | |
| Friedrichsthaler Straße 3 Lage                                                        | Betriebsgebäude des Güterbahnhofs Friedrichsthal mit Büro- und Wohnteil und Lagerhalle, um 1900 | | |
| Gärtnerstraße 12 Lage                                                                 | Altes Gymnasium                                                                                 | Das alte Gymnasium wurde zwischen 1906 und 1908 im Stil der Neorenaissance errichtet. Nachdem Mitte der 1980er-Jahre alle Klassen in ein Gebäude im Quierschieder Weg umgezogen waren, wurde das Gebäude Sitz der Polizeiinspektion Sulzbach. 2008 wurde die sich im Westflügel befindende Aula zum Veranstaltungsort umgebaut. | |
| Goethestraße o. Nr., Flur 15, Flurstück 1/51 Lage                                     | Wasserturm Neuweiler                                                                            | Erbaut um 1969 | |
| Grubenstraße Lage                                                                     | Kath. Pfarrkirche Herz-Jesu                                                                     | Die Kirche Herz Jesu wurde 1910/11 nach Plänen des Saarbrücker Architekten Moritz Gombert im neugotischen Stil erbaut. Auffällig ist der an der Nordseite an die Balika angebaute Glockenturm, der in das Seitenschiff gebaut wurde. Sehenswert ist der holzgeschnitzte Hochaltar von Dombaumeister Ludwig Becker aus dem Jahr 1930. | |
| Hühnerfelder Straße 53 Lage                                                           | Eisenbahnerwohnhaus mit Wirtschaftsgebäude                                                      | Erbaut um 1905 | |
| In der Hohl Lage                                                                      | Grabkapelle Appolt                                                                              | Die um 1900 errichtete, gotisierte Kapelle mit halbrunder Apsis wurde um 1900 für die Unternehmerfamilie Appolt erbaut und diente der Familie als Grablege. | |
| In der Hohl 2/2a Lage                                                                 | Appolt'sches Herrenhaus, Doppelwohnhaus                                                         | Der 1792 erbaute Barockbau mit zwölf Fensterachsen diente zwischen 1830 und 1908 als Herrenhaus der Unternehmerfamilie Appolt, die in Sulzbach eine Blaufabrik unterhielten. | |
| Lazarettstraße 1 Lage                                                                 | Schwesternwohnheim des Knappschaftslazaretts                                                    | Das Schwesternwohnheim des ehemaligen Knappschaftslazeretts entstand 1845. | |
| Marktstraße 1 Lage                                                                    | Wohn- und Geschäftshaus                                                                         | Erbaut 1893 | |
| Martin-Luther-Straße o. Nr. (nach Nr. 22), Flur 18, Flurstück 40/30 Lage              | Kath. Kirche St. Hildegard                                                                      | Die Kirche wurde in den Jahren 1954 bis 1957 nach Plänen des Architekten Gottfried Böhm errichtet. 1999 wurde das sich im Turm befindliche Glockengeläut stillgelegt, 2005 wurde dann der Glockenturm wegen Baufälligkeit abgerissen. Böhm entwarf einen neuen Turm, der 2009 errichtet wurde. Der Campanile besteht aus einer offenen Stahlkonstruktion auf dem Vorplatz. | |
| Martin-Luther-Straße 57 Lage                                                          | Neuweiler Hof                                                                                   | Der Neuweiler Hof entstand 1723 als Bauernhaus. Seit 1840 dient er als Gaststätte. Der Saal des Lokals stammt von 1898. | |
| Martin-Luther-Straße 70 Lage                                                          | Wohnhaus Veit                                                                                   | Das Wohnhaus wurde 1970/71 von dem Architekten Peter Lüth für die Familie Veit gebaut. | |
| Mellinweg 14 Lage                                                                     | Kaserne/Schlafhaus der Grube Mellin                                                             | Von der Grube Mellin sind noch einige Gebäude der Tagesanlagen erhalten, aber nur das Schlafhaus steht unter Denkmalschutz. Es wurde 1920 errichtet, diente aber ab 1929 als Bergschule. | |
| Mühlenstraße 4 Lage                                                                   | Salzherrenhaus                                                                                  | Das Salzherrenhaus entstand um 1730, nachdem Joseph Todesco aus Hessen die Salzgewinnungsanlage im Sulzbachtal übernommen hatte. Der Barockbau dient heute als Sitz des Sulzbacher Kulturamts. | |
| Mühlenstraße 6–10 Lage                                                                | Salzbrunnenhaus der Sulzbacher Saline                                                           | Wie das Salzherrenhaus entstand auch das Salzbrunnenhaus um 1730, nachdem Joseph Todesco die Salzgewinnung übernommen hatte. Todesco ließ über dem Brunnen aus dem Jahr 1564 einen schmucklosen Zweckbau errichten, der heute als Veranstaltungsraum dient. | |
| Richard-Wagner-Straße o. Nr. (zwischen Nr. 23 und Nr. 27), Flur 7, Flurstück 674 Lage | Wasserturm mit Nebengebäude                                                                     | Erbaut 1977 | |
| Schlachthofstraße 11 Lage                                                             | Verwaltungsgebäude                                                                              | Das des Schlachthofs des Schlachthofs wurde 1898/99 erbaut und beherbergte auch die Dienstwohnungen für den Schlachthofdirektor und den Tierarzt. | |
| Schlachthofstraße 11 Lage                                                             | Schlachthalle des Schlachthofs                                                                  | Von dem ehemaligen Schlachthof ist nur noch die große Schlachthalle mit Turmaufbau erhalten, die 1898/99 als Backsteinbau im historisierenden Stil errichtet wurde. 1997/1998 wurde der Bau denkmalgerecht saniert und um einen modernen Vorbau erweitert. | |
| St. Ingberter Straße 20 Lage                                                          | Kapelle des Altersheims St. Anna                                                                | Die Kapelle des Altersheims entstand zwischen 1962 und 1965. | |
| Sulzbachtalstraße Lage                                                                | Ensemble Sulzbachtalstraße                                                                      | Das Ensemble Sulzbachtalstraße besteht überwiegend aus Wohn- und Geschäftshäusern, die zwischen 1875 und 1910 entstanden sind. | Das Ensemble Sulzbachtalstraße besteht überwiegend aus Wohn- und Geschäftshäusern, die zwischen 1875 und 1910 entstanden sind. |
| Sulzbachtalstraße Lage                                                                | Ensemble Sulzbachtalstraße                                                                      | Sulzbachtalstraße 62, Wohn- und Geschäftshaus, um 1910 (Ensemblebestandteil) | |
| Sulzbachtalstraße Lage                                                                | Ensemble Sulzbachtalstraße                                                                      | Sulzbachtalstraße 68, Wohn- und Geschäftshaus, 1875–1910 (Ensemblebestandteil) | |
| Sulzbachtalstraße Lage                                                                | Ensemble Sulzbachtalstraße                                                                      | Sulzbachtalstraße 70, Wohn- und Geschäftshaus, 1875–1910 (Ensemblebestandteil) | |
| Sulzbachtalstraße Lage                                                                | Ensemble Sulzbachtalstraße                                                                      | Sulzbachtalstraße 72, Wohn- und Geschäftshaus, 1875–1910 (Ensemblebestandteil) | |
| Sulzbachtalstraße Lage                                                                | Ensemble Sulzbachtalstraße                                                                      | Sulzbachtalstraße 74, Wohn- und Geschäftshaus, 1875–1910 (Ensemblebestandteil) | |
| Sulzbachtalstraße Lage                                                                | Ensemble Sulzbachtalstraße                                                                      | Sulzbachtalstraße 76, Wohn- und Geschäftshaus, 1875–1910 (Ensemblebestandteil) | |
| Sulzbachtalstraße Lage                                                                | Ensemble Sulzbachtalstraße                                                                      | Sulzbachtalstraße 77, Wohn- und Geschäftshaus, 1875–1910 (Ensemblebestandteil) | |
| Sulzbachtalstraße Lage                                                                | Ensemble Sulzbachtalstraße                                                                      | Sulzbachtalstraße 78, Wohn und Geschäftshaus, 1875–1910 (Ensemblebestandteil) | |
| Sulzbachtalstraße Lage                                                                | Ensemble Sulzbachtalstraße                                                                      | Sulzbachtalstraße 79, Wohn- und Geschäftshaus, 1875–1910 (Ensemblebestandteil) | |
| Sulzbachtalstraße Lage                                                                | Ensemble Sulzbachtalstraße                                                                      | Sulzbachtalstraße 80, Wohn- und Geschäftshaus, um 1875–80 (Einzeldenkmal) | |
| Sulzbachtalstraße Lage                                                                | Ensemble Sulzbachtalstraße                                                                      | Sulzbachtalstraße 81, Rathaus (Einzeldenkmal): Das Rathaus besteht aus zwei Gebäuden: Der ältere spätklassizistische Bau wurde 1867 erbaut. 1903/04 erhielt das Rathaus einen viergeschossigen Anbau im Renaissancestil mit reich gegliederter Sandsteinfassade. Das Gebäude war ab 1868 Sitz des Friedensgerichts, ab 1878 Amtsgericht. | |
| Sulzbachtalstraße Lage                                                                | Ensemble Sulzbachtalstraße                                                                      | Sulzbachtalstraße 82, Wohn- und Geschäftshaus, um 1875, Aufstockung um 1890 (Ensemblebestandteil) | |
| Sulzbachtalstraße Lage                                                                | Ensemble Sulzbachtalstraße                                                                      | Sulzbachtalstraße 83, Rathausschule, Volksschule, (Einzeldenkmal): Die ehemalige Volksschule dient heute als Berufsbildungszentrum. Die viergeschossige Volksschule ist ein mächtiger Bau mit giebelbekrönten Eckrisaliten, Klinkerfassaden und Werksteingliederung. Das Gebäude wurde 1901/02 und 1904/05 im Neorenaissancestil errichtet. Heute ist hier das Kaufmännische Berufsbildungszentrum untergebracht. | |
| Sulzbachtalstraße Lage                                                                | Ensemble Sulzbachtalstraße                                                                      | Sulzbachtalstraße 84, Wohn- und Geschäftshaus, 1875–1910 (Ensemblebestandteil) | |
| Sulzbachtalstraße Lage                                                                | Ensemble Sulzbachtalstraße                                                                      | Sulzbachtalstraße 85, Wohn- und Geschäftshaus, 1875–1910 (Ensemblebestandteil) | |
| Sulzbachtalstraße Lage                                                                | Ensemble Sulzbachtalstraße                                                                      | Sulzbachtalstraße 88, Wohn- und Geschäftshaus, 1875–1910 (Ensemblebestandteil) | |
| Sulzbachtalstraße Lage                                                                | Ensemble Sulzbachtalstraße                                                                      | Sulzbachtalstraße 90, Wohn- und Geschäftshaus, 1875–1910 (Ensemblebestandteil) | |
| Sulzbachtalstraße Lage                                                                | Ensemble Sulzbachtalstraße                                                                      | Sulzbachtalstraße 91, Wohn- und Geschäftshaus, 1875–1910 (Ensemblebestandteil) | |
| Sulzbachtalstraße Lage                                                                | Ensemble Sulzbachtalstraße                                                                      | Sulzbachtalstraße 92, Wohn- und Geschäftshaus, 1875–1910 (Ensemblebestandteil) | |
| Sulzbachtalstraße Lage                                                                | Ensemble Sulzbachtalstraße                                                                      | Sulzbachtalstraße 93, Wohn- und Geschäftshaus, 1875–1910 (Ensemblebestandteil) | |
| Sulzbachtalstraße Lage                                                                | Ensemble Sulzbachtalstraße                                                                      | Sulzbachtalstraße 94, Wohn- und Geschäftshaus, 1875–1910 (Ensemblebestandteil) | |
| Sulzbachtalstraße Lage                                                                | Ensemble Sulzbachtalstraße                                                                      | Sulzbachtalstraße 95, Wohn- und Geschäftshaus, 1875–1910 (Ensemblebestandteil) | |
| Sulzbachtalstraße Lage                                                                | Ensemble Sulzbachtalstraße                                                                      | Sulzbachtalstraße 96, Wohn- und Geschäftshaus, 1875–1910 (Ensemblebestandteil) | |
| Sulzbachtalstraße 40 Lage                                                             | Villa Vopelius                                                                                  | Die Villa im neoklassizistischen Stil wurde 1837 über einem annähernd quadratischen Grundriss errichtet. 1864 wurde der zweigeschossige Bau um zwei Seitenflügel erweitert. Heute ist nur noch ein Seitenflügel erhalten, der aufgrund von Erweiterungen der Sulzbachtalstraße an der Vorderseite gekürzt wurde. | |
| Sulzbachtalstraße 104/106 Lage                                                        | Wohn- und Geschäftshaus                                                                         | Erbaut um 1900 | |
| Sulzbachtalstraße 105/107 Lage                                                        | Wohn- und Geschäftshaus                                                                         | Erbaut 1896 | |
| Sulzbachtalstraße 116/118 Lage                                                        | Wohn- und Geschäftshaus                                                                         | Das Wohn- und Geschäftshaus wurde um 1905 von Albert Eichbaum errichtet. | |
| Sulzbachtalstraße 203 Lage                                                            | Evangelische Kirche                                                                             | Die evangelische Kirche wurde zwischen 1891 und 1893 als Betsaal im neoromanischen Stil errichtet. 1894 erhielt der Ziegelbau einen Chor. 1896/97 wurde ein Turm errichtet. Infolge von Grubensenkungen erlitt der Turm eine extreme Schiefstellung. | |
| Sulzbachtalstraße 264 Lage                                                            | Humboldtschule                                                                                  | Der Bau besteht aus drei Backsteingebäuden. Im Norden steht das ältere, um 1900 entstandene Schulgebäude. Das mittlere Hauptgebäude, 1907 errichtet, ist dreigeschossig und hat straßenseitig fünf, hofseitig sieben Fensterachsen. Das Eingangsportal liegt in einem Mittelrisalit. Südlich des Hauptgebäudes liegt das ehemalige Wohngebäude des Schulleiters. | |
| Vopeliusstraße 2 Lage                                                                 | Amtsgericht                                                                                     | Die Fassade des 1913 errichteten Gebäudes orientiert sich an barocken Schlossbauten des 17./18. Jahrhunderts. Auffällig ist der mittlere vorspringende Gebäudeteil mit rustiziertem Sockel im Erd- und 1. Obergeschoss und mächtigem Portal. Im 2. und 3. Obergeschoss springt ein Mittelrisalit leicht hervor, der von einem Giebel gekrönt wird. Die Fenster des Risalits sind im 2. Obergeschoss durch mächtige Rahmungen und reich verzierte Verdachungen hervorgehoben. | |
| Vopeliusstraße 11 Lage                                                                | Wohnhaus                                                                                        | Die Villa wurde 1909 von einem Architekten Schmidt als Direktorenwohnhaus des gegenüberliegenden Gymnasiums erbaut. | |
| Zur Tannenburg Lage                                                                   | Werkstattgebäude                                                                                | Das Werkstattgebäude der Schachtanlage Gegenort der Grube Altenwald wurde im letzten Viertel des 19. Jahrhunderts oder im ersten Viertel des 20. Jahrhunderts errichtet. | |